# Jerry Lordan
Jerry Lordan (* 30. April 1934 in Paddington; † 24. Juli 1995 Shrewsbury Hospital, Shropshire), eigentlich Jeremiah Patrick Lordan, war ein englischer Komponist, Sänger und Musiker. Bekanntheit erlangte er in den 1960er Jahren durch die Kompositionen Apache, Wonderful Land, Atlantis und Diamonds, die in Zusammenarbeit mit der britischen Instrumentalband The Shadows entstanden.

## Leben
Lordan wurde am 30. April 1934 in Paddington geboren und wuchs dort auf. Nach dem Schulabschluss auf der Finchley Catholic High School leistete er seinen Wehrdienst bei der Royal Air Force ab. Während des Armeedienstes stellte er sein Talent als Stand-up-Comedian unter Beweis, womit er sich auch seinen Lebensunterhalt verdienen sollte, ebenso versuchte er sich als Sänger und als Songwriter. 1958 wurde der von ihm geschriebene Song A House, a Car and a Wedding Ring von Mike Preston bei dem Plattenlabel Decca Records produziert und veröffentlicht. Auch wenn die ursprüngliche Preston-Version nicht sehr erfolgreich war, so erreichte die spätere Coverversion des Amerikaners Dale Hawkins die erhofften Verkaufszahlen. Mit I’ve waited so long gelang Lordan im Mai 1959 der Sprung in die britischen Charts, auch mit drei von ihm selbst gesungenen Titeln konnte er sich in den Hitparaden platzieren.
Durch die Zusammenarbeit mit der Instrumentalband The Shadows stellten sich Erfolge ein. Mit dem Titel Apache eroberte Lordan erstmals die britischen Charts (August 1960), das gemeinsam mit Cliff Richard und der Band ausgearbeitete Arrangement wurde in den darauffolgenden Jahren von mindestens 36 verschiedenen namhaften Interpreten gecovert, darunter auch The Ventures, The Spotnicks, Ricky King und Jørgen Ingmann. Derzeit sind insgesamt 76 verschiedene Coverversionen dieses Liedes bekannt. Die Shadows-Version wurde als Top-Seller des Jahres 1960 im Magazin New Musical Express geführt. Lordan stellte daraufhin das Singen eigener Titel ein, um mehr Zeit zum Komponieren zu haben.
Mit dem Titel Wonderful Land hatte er erneut mit den Shadows einen Nummer-1-Hit in Großbritannien. Das Stück stand dort acht Wochen lang an der Spitze, länger als jede Beatles-Single. Der Titel zählt heute noch zu den erfolgreichsten britischen Singles. Kurze Zeit später entstanden Atlantis und Mary Anne, mit Diamonds erreichte er mit den mittlerweile ausgeschiedenen Shadows-Musikern Jet Harris und Tony Meehan erneut einen Nummer-1-Hit. Scarlett O’Hara erreichte Platz 2 der britischen Charts.
Erfolgreich war auch die Zusammenarbeit mit Cliff Richard, Shane Fenton und Louise Cordet.
Mit dem Ende der Surfin-Rock-Ära begann auch der wirtschaftliche Abschwung Lordans. Der gemeinsam mit seiner Frau Patrina („Patty“) geschriebene Titel A Place in the sun schaffte den Sprung in die Top100 nicht, auch die Zusammenarbeit mit der Band „The Onyx“ im Jahre 1974 brachte keinen entscheidenden Erfolg.
Ein kurzes Gastspiel in der Schauspielerei hatte Lordan 1977 in der britischen Sexklamotte Come Play With Me, in dem er auf Bitten des Regisseurs George Harrison Marks auftrat.
In den 1980er Jahren arbeitete Lordan an seinem Comeback, jedoch gelangten diese Songs nicht zur Veröffentlichung.
Jerry Lordan verstarb am 24. Juli 1995 an einem akuten Nierenversagen im Alter von 61 Jahren. Am 25. Oktober 1995 fand zu seinen Ehren ein Gedächtnisgottesdienst in der St-Martin-in-the-fields-Kirche in London statt.
Lordan war zweimal verheiratet.